# Spiralling
Spiralling – utwór promujący album "Perfect Symmetry" angielskiej grupy piano-rockowej Keane. Piosenka została zrealizowana 4 sierpnia 2008 roku. Spiralling został wydany podobnie do "Atlantic" – tylko w wersji cyfrowej w sklepach internetowych, jednakże później nagranie zostało udostępnione do pobrania przez tydzień ze głównej strony grupy - Keanemusic.com.
Piosenka została okrzyknięta najszybciej sprzedającym się utworem promowanym przez wytwórnię Universal, osiągając 500 tys. pobrań w mniej niż jeden tydzień.